# Cyclosorus nanus
Cyclosorus nanus är en kärrbräkenväxtart som först beskrevs av Holtt., och fick sitt nu gällande namn av Mazumdar och Mukhop. Cyclosorus nanus ingår i släktet Cyclosorus och familjen Thelypteridaceae. Inga underarter finns listade.